# Кордейрополис
Кордейрополис (порт. Cordeirópolis) — муниципалитет в Бразилии, входит в штат Сан-Паулу. Составная часть мезорегиона Пирасикаба. Входит в экономико-статистический микрорегион Лимейра. Население составляет 20 734 человека на 2006 год. Занимает площадь 137,337 км². Плотность населения — 151,0 чел./км².
Праздник города — 13 июня.

## История
Город основан 30 марта 1886 года.

## Статистика
- Валовой внутренний продукт на 2003 составляет 559 990 240,00 реалов (данные: Бразильский институт географии и статистики).
- Валовой внутренний продукт на душу населения на 2003 составляет 29 025,57 реала (данные: Бразильский институт географии и статистики).
- Индекс развития человеческого потенциала на 2000 составляет 0,835 (данные: Программа развития ООН).

## География
Климат местности: тропический. В соответствии с классификацией Кёппена, климат относится к категории Cwa.